# キング (雑誌)

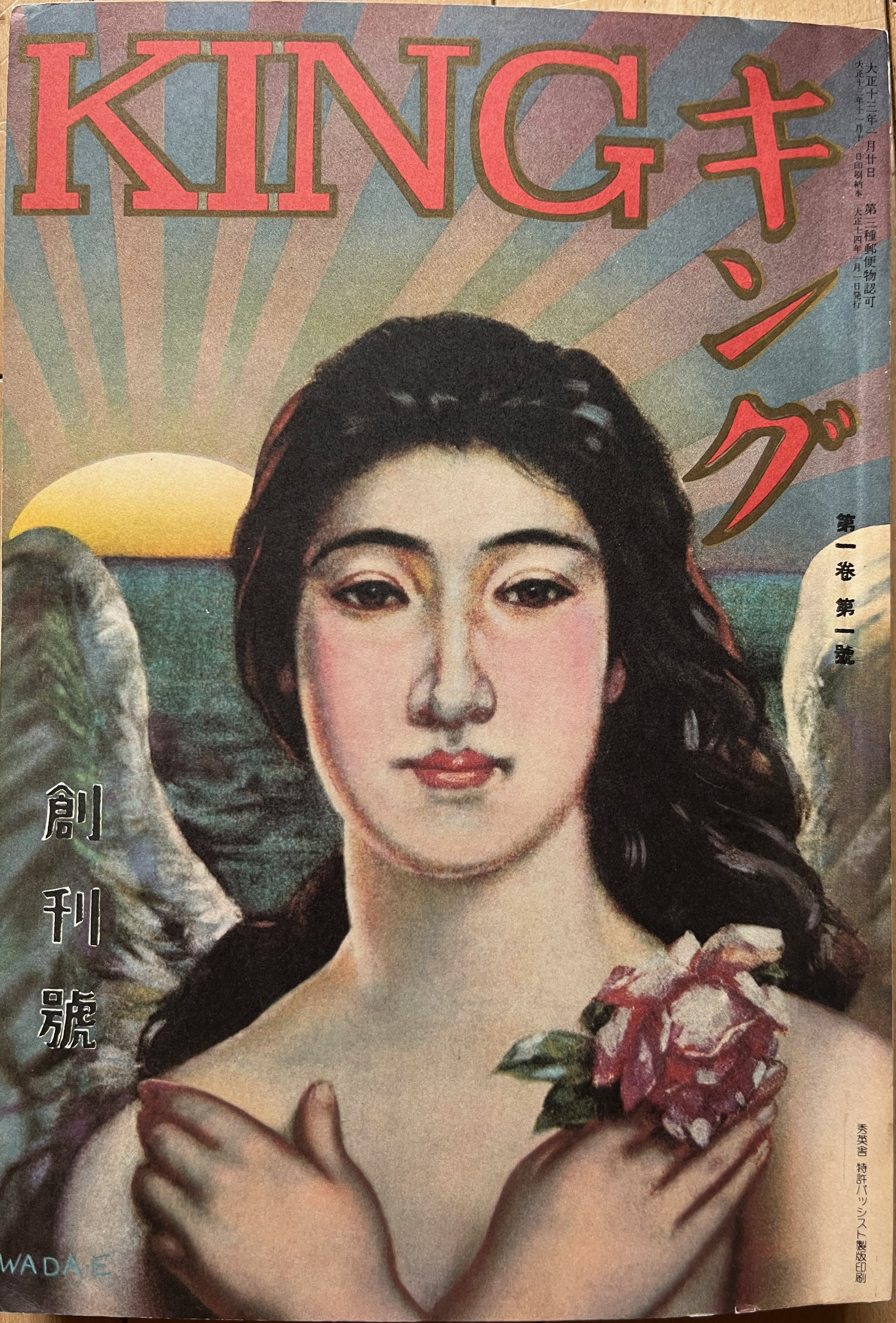
キング 1巻1号 大正14年（1925年）1月、大日本雄弁会講談社。表紙絵は和田英作が担当。

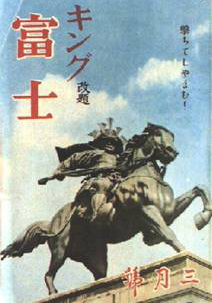
『「キング」改め「富士」』
敵性語排斥で改題された昭和18年3月号

『キング』は、戦前の日本において大日本雄辯會講談社（現・講談社）が発行した大衆娯楽雑誌である。1924年11月創刊、1957年廃刊。
戦前の講談社の看板雑誌であるとともに、日本出版史上初めて発行部数100万部を突破した国民的雑誌である。

## 歴史

### 戦前
『キング』は講談社のモットーである「面白くてためになる」を具現化し、「万人向きの百万雑誌」を目標に、社運を賭けて創刊された。講談社の雑誌としては8番目になる。創刊号は1925年（大正14年）1月号で定価50銭。
当時のあらゆるメディアを使って大宣伝を展開。
- 地域の有力者へは今でいうダイレクトメールを送付
- 書店の店頭へ書名入り幟旗を掲げてもらう（この行為はこの『キング』が起源といわれている）
- チラシやポスターなど、新聞広告以外の宣伝文書だけでも30種あまり、総計7000万部を全国へ配布
- チンドン屋
- コマーシャルソング（野口雨情作詞、水谷しきを作曲）発売。踊りもあった。

結果、当時の雑誌としては異例の50万部を発行。さらに追加注文で創刊号は74万部を突破し、驚異的なスタートをきった。その後も順調に発行部数を伸ばし、ついに昭和に入って100万部を突破するまでになった。これは日本出版史上の一大快挙であった。内容は小説、講談、実用知識、説話、笑い話など多岐に渡り、安価でボリュームのあるページ数、豪華な付録、万人受けする多彩で娯楽的な編集方針などが、その成功の原因であった。日本で大衆社会が形成されたことが、大量宣伝、大量広告、大量出版を実現させた初の事例としても特筆される。
1927年（昭和2年）11月号では、右翼の一団により誌上の語呂合わせの内容が無礼だとする抗議が行われた。このため発行元自ら問題のページを切り抜いて頒布、発売する事態となった。
1928年（昭和3年）11月増刊号で最高150万部を記録。この頃がピークと言われている。この成功を受け、1931年（昭和6年）にスタートした講談社の音楽部門は『キングレコード』と名付けられた。また『キング』の成功により、平凡社の『平凡』、博文館の『朝日』、新潮社の『日の出』などのライバルとなる大衆雑誌も創刊された。
大衆雑誌として有名になったため、大衆文化の象徴として、プロレタリア文学の陣営からも、反対の立場に立って大衆の心をつかもうとしている存在として注目された。徳永直は、1930年に書いた、「『太陽のない街』は如何にして製作されたか」という文章のなかで、「三百万を超えるキング其他婦人雑誌を通じての敵陣に捕虜にされている労働者の読者大衆を闘いとれ」と、主張している。
1941年（昭和16年）、国策に基づき同系統の『富士』が『キング』に統合された。しかし1943年（昭和18年）には、「キング」が敵性語であるという理由で『富士』に改題された（改題からしばらくの間は、「キング 改題 富士」と表記されていた）。またキングレコードも同様に、『富士音盤』と変更された。

### 戦後
第二次世界大戦後は再び『キング』に戻すも、用紙統制の影響もあり、1952年（昭和27年）一時的に30万部まで持ち直した程度で戦前のような売れ行きには達せず、雑誌の細分化や週刊誌の台頭もあり、1957年（昭和32年）に終刊した。『キング』をリニューアルした新雑誌『日本』が同年に創刊されたが、1966年（昭和41年）に月刊の総合雑誌『現代』と入れ替わる形で廃刊となっている。
なお、発行元だった「大日本雄辯會講談社」は雑誌『キング』終刊の翌年に社名を「講談社」に変更している。
2006年（平成18年）9月13日には、「男がブレイクするマガジン『KING』」（キング）が創刊された。同じキングの名を冠しているが、男性サラリーマン向けに読者を絞った月刊誌であり、老人から子供まで幅広い層を対象とした大衆雑誌の本誌とは性質を異にする雑誌であった。2008年（平成20年）に休刊となった。